# Horváth István (szociológus)
Horváth István (Csíkszentsimon, 1966. szeptember 4. –) romániai magyar szociológus, Kolozsváron élő egyetemi oktató.

## Szakmai életútja
Csíkszeredában érettségizett 1984-ben. Egyetemi tanulmányait Kolozsváron, a Babeș–Bolyai Tudományegyetemen végezte, ahol 1991-ben szerzett  filozófia–szociológia szakos diplomát. 
Egyetemi oktatói pályáját 1991-ben kezdte el a Babeș–Bolyai Tudományegyetemen, 2013-tól az egyetem Magyar Szociológia és Szociális Munka Intézetének egyetemi tanára.
A 2007-ben megalapított, kolozsvári székhelyű Nemzeti Kisebbségkutató Intézet első igazgatója.
Általános szakterülete a kisebbségszociológia. Ezen belül rendszeresen kutatott és publikált (magyar, angol és román nyelven) a kisebbségi kétnyelvűség, nyelvpolitika, etnopolitika migráció és ezen belül az etnikai migráció témakörökben.
Oktatott tantárgyak: kisebbségszociológia, kommunikáció és szociolingvisztika, nemzetközi migráció.

## Lap- és folyóirat-szerkesztői munkássága
1988-1991 között az Echinox kolozsvári irodalmi-kulturális folyóirat magyar oldalainak szerkesztője (változó felállásokban Balló Áronnal, Józsa T. Istvánnal és Magyari Tivadarral együtt).
1990-ben Balló Áronnal és Magyari Tivadarral együtt a Szabadság napilapon belül megjelenő Campus diákújság alapítója, 1992-ig szerkesztője.
A 2003-tól megjelenő Erdélyi Társadalom társadalomtudományi szakfolyóirat egyik alapítója, 2007-ig főszerkesztője.

## Magánélet
Nős. Felesége Horváth Anna. 

## Főbb művei
- Facilitating conflict transformation: implementation of the recommendations of the OSCE High Commissioner on national minorities to Romania, 1993–2001; CORE, Hamburg, 2002 (CORE working paper)
- Erdély és Magyarország közötti migrációs folyamatok; szerk. Horváth István; Scientia, Kolozsvár, 2005 (Sapientia könyvek)
- Kisebbségszociológia. Alapfogalmak és kritikai perspektívák; Kolozsvári Egyetemi, Kolozsvár, 2006
- Elemzések a romániai magyarok kétnyelvűségéről; ISPMN, Kolozsvár, 2008 (Studii de atelier)